# 東京発電
東京発電株式会社（とうきょうはつでん）は、東京電力グループの発電事業者。発電所は64か所（最大出力18万2560 kW・販売電力量年間約9億 kWh）を運転、2006年からは「マイクロ水力発電」事業に取り組んで中小水力発電事業のトップ企業になっている。

## 事業内容
- 水力発電事業
  - 64発電所
  - 水力発電受託業務
- 火力発電事業
  - 火力発電受託業務
- 新エネルギー事業
  - 風力発電業務
  - 中小水力発電業務
  - 技術開発研究・補助業務の受託
- マイクロ水力発電事業
  - 「Aqua μ」を利用した発電所は19箇所（出力合計：2,821.6 kW）で年間約1430万kWh発電。二酸化炭素削減（年間約6,000t）

## 事業所
- 糸魚川事業所
  - 新潟県糸魚川市大字岩木字中腰1604
- 群馬事業所
  - 群馬県沼田市鍛冶町960-1
- 茨城事業所
  - 茨城県日立市東町1-8-11
- 三島事業所
  - 静岡県駿東郡長泉町中土狩1015-4
- 埼玉事業所
  - 埼玉県秩父市下影森888-5

## 沿革
- 1928年（昭和3年）7月23日 - 姫川電力株式会社を設立。
- 1955年（昭和30年）1月 - 姫川第七発電所の営業運転開始。
- 1960年（昭和35年）10月 - 赤谷川第二発電所の営業運転開始。
- 1961年（昭和36年）12月 - 赤谷川第三発電所の営業運転開始。
- 1964年（昭和39年）9月 - 土樽発電所の営業運転開始。
- 1973年（昭和48年）4月 - 東京電力より40発電所を7次に分け譲り受ける。
- 1977年（昭和52年）10月 - 雨畑川発電所の営業運転開始。
- 1978年（昭和53年）4月 - 田ノ入発電所の営業運転開始。
- 1981年（昭和56年）11月 - 新小滝川発電所の営業運転開始。
- 1983年（昭和58年）10月 - 川又発電所の増設
- 1986年（昭和61年）6月 - 現社名に変更。
- 1988年（昭和63年）3月 - 浦山発電所（埼玉）の廃止。
- 1992年（平成4年）
  - 8月 - 東京電力より豊洲ガスタービン発電所の運転受託（41,700 kW×2台）。
  - 11月 - 東京電力よりTEPCO新エネルギーパークの設備運転受託（50kW燃料電池、300kW風力発電、9kW太陽光発電、50kWNAS電池等）。
- 1997年（平成9年）
  - 2月 - 東京電力よりNAS電池の保安・監視を受託（綱島6,000 kW・鬼怒川200kW・大仁6,000 kW・東光電気埼玉事業所2,000 kW・八丈島400 kW）。
  - 4月 - IPPであるトーメンパワー寒川より寒川パワーステーションの建設支援業務を受託。
- 2001年（平成13年）4月 - 常磐興産より横川発電所を譲り受ける。
- 2003年（平成15年）
  - 4月 - 株式会社ジーティーエフ研究所鹿島研究所発電所の運転・給電業務を受託。のち平成18年8月、GTFグリーンパワー株式会社に社名変更。
  - 5月 - 日鉱金属柿の沢発電所の運転を受託。
- 2004年（平成16年）
  - 4月 - 埼玉県営発電所（玉淀他4発電所）の運転業務等を受託。
  - 6月 - 東伊豆町（東伊豆町風力発電所）の保守点検業務を受託。
- 2005年（平成17年）
  - 3月 - 日本自然エネルギーよりマイクロ水力発電事業の営業譲受（江ヶ崎、温川発電所設備譲渡は平成17年10月）。東京都下水道局（森ヶ崎再生水センター小水力発電所設備 東・西）の運転業務等を受託。
  - 6月 - 東京都下水道局（葛西再生水センター小水力発電所）の運転業務等を受託。
  - 10月 - ユーラスエナジージャパン青森支店の風力発電運転保守業務受託。
- 2006年（平成18年）
  - 6月 - IPPである東京ガス横須賀パワーより横須賀パワーステーションの運転を受託。
  - 8月 - 鷺沼発電所の営業運転開始。落合楼発電所の営業運転開始（RPS法適用）。
  - 10月 - 港北発電所の営業運転開始。
  - 11月 - マイクロ水力発電システム「Aqua μ」が新エネルギー財団会長賞を受賞。
- 2007年（平成19年）
  - 10月 - 若田発電所の営業運転開始。
  - 11月 - 東京電力より氷川発電所を譲り受け。
- 2008年（平成20年）
  - 3月 - 埼玉県より玉淀他4発電所を譲り受け（瀧沢発電所設備譲渡は平成20年10月）。
  - 4月 - 幕張発電所の営業運転開始。東京都交通局（多摩川第一他2発電所）の運転業務等を受託。那須野ヶ原土地改良区連合（那須野ヶ原発電所他2発電所）の運転業務等を受託。
  - 4月 - マイクロ水力発電事業「Aqua μ（アクアミュー）」を商標登録。
  - 5月 - 妙典発電所の営業運転開始。
  - 12月 - 石岡第一発電所の計10件の建造物が国の重要文化財として指定を受ける（のちに1件指定解除）。
- 2009年（平成21年）
  - 2月 - 那須野ヶ原土地改良区連合「蟇沼第一・第二発電所（農業用水利用マイクロ水力発電開発第一号）」の運転業務等を受託。
  - 4月 - 山宮発電所の営業運転開始。
  - 6月 - マイクロ水力発電事業「Aqua μ」が新エネ百選に選定、日本水大賞経済産業大臣賞を受賞。

## 役員
- 取締役社長 - 西岡利道
- 常務取締役 - 古矢千吉
- 常務取締役 - 中村寛征
- 取締役 - 鮎澤壽太郎
- 取締役 - 桑子維一
- 取締役 - 芹田和彦
- 取締役（非常勤） - 西澤俊夫
- 常任監査役 - 石井英典
- 監査役（非常勤） - 宮本幸始
- 監査役（非常勤） - 松本芳彦